# Subaru Impreza WRX STi

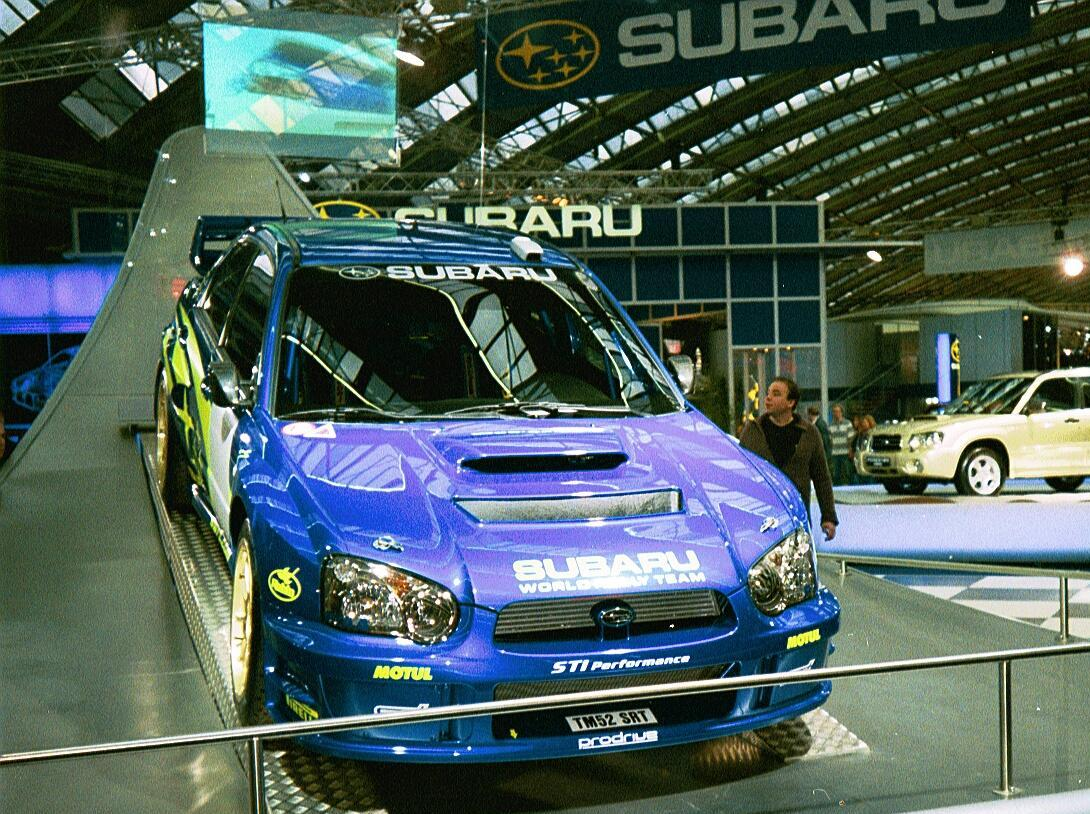
2004 model Subaru Impreza WRC

De Subaru Impreza WRX STi is een in sedan en stationcar uitgevoerd model van het Japanse automerk Subaru.
De auto werd gepresenteerd in 1994 en is vooral bekend geworden door zijn razendsnelle uitvoeringen. De auto werd rechtstreeks afgeleid van de rallyauto van het merk, die enorm succesvol was. De auto won in 1995 haar eerste wereldtitel met rijder Colin McRae en copiloot Derek Ringer. In 2001 en 2003 werd Subaru voor de tweede en derde maal wereldkampioen met rijders Richard Burns en Petter Solberg, inmiddels met het World Rally Car-type van de Impreza, de Impreza WRC.

## Impreza GTT MY'94/96
Vanaf 1994 werd de Impreza ook geleverd met een 2-liter turbo-boxermotor. Deze stond bekend als de GT en had een vermogen van 211 pk. De sprint naar 100km/h telde 6,6 seconden.
In 1996 kwam Subaru met een licht aangepaste Impreza GT met een hoger koppel bij een lager toerenbereik. De acceleratietijd werd hiermee met 0,2 seconden verbeterd.

## Impreza GT MY 97/98
Subaru bleef aanpassingen maken waardoor er in augustus 1996 weer een vernieuwde Subaru Impreza GTT (MY97 genaamd) gepresenteerd werd.
Deze Impreza had een vermogen van 211 pk waardoor de sprint naar 100km/h nog maar 6,3 seconden bedroeg en een topsnelheid van 231km/h had.
De grootste aanpassingen aan deze Impreza werden gedaan in het interieur. De stoelen werden vervangen door sportstoelen, het stuur werd vervangen door een met leer bekleed exemplaar en de motormanagementmetertjes (turbodruk, oliedruk etc.) werden verplaatst naar de middenconsole.
Verder werden de 15 inch velgen vervangen door 16 inch exemplaren, de achterophanging werd vervangen en hij kreeg heldere koplampglazen.

## Impreza WRX STi '01
In 2001 werd het roer bij Subaru compleet omgegooid. De Impreza werd compleet opnieuw ontworpen en de WRX STi-uitvoering kreeg een vermogen van 265 pk, wat goed was voor een sprint van 0 naar 100 km/h in 5,5 seconden.
De maximumsnelheid was 238 km/h. De 16 inch velgen waren vervangen door 17 inch velgen.
De bescheiden 'hoge' spoilers van de GT werden vervangen door de "Hell spoiler".

## Impreza WRX STi '03
Subaru kwam in 2003 alweer met een nieuw model uit. De ronde koplampen waren vervangen door "druppelvormige" exemplaren. De luchthapper in de motorkap werd vergroot.
Motorisch kreeg de Impreza niet veel aanpassingen. Het vermogen bleef hetzelfde, alleen het maximale koppel werd al bij een eerder toerenbereik behaald.

## Impreza WRX STi '05
In 2005 werd de 2 liter-turbo-boxermotor in de GT/WRX/STI-uitvoeringen vervangen door een 2,5 liter-turbo-boxermotor. Het vermogen werd hierdoor opgeschroefd naar 280 pk.
De acceleratie naar 100 nam nog maar 5,4 seconden in beslag en de topsnelheid werd verhoogd naar 255km/h.
De verlichting werd vervangen door xenon, achterlichten door heldere exemplaren en de wagen werd met elk indenkbaar luxemiddel voorzien.
De achterkant werd voorzien van een WRX-spoiler en er werd een dakspoiler toegevoegd.

## Impreza WRX STi '08
In 2008 bracht Subaru de Impreza voor het eerst als hatchback op de markt om een betere marktpositie in Europa te krijgen. Van de laatste generatie Impreza is er ook een sedan, maar die wordt in de Benelux niet geleverd. Van de nieuwste Impreza is er ook de WRX-versie. Deze heeft 230 pk. Subaru Benelux heeft dit model slechts kort geleverd als tussenstap naar de WRX STi. Optisch is deze auto te herkennen aan de bredere spatborden, de grote luchthapper op de motorkap en de grote wielen. Onderhuids is er niet veel veranderd, er ligt nog steeds een 2,5 liter-turbo-boxermotor onder de kap. Wel levert deze motor meer vermogen en koppel. 300 pk bij 6000 tpm en een maximaal koppel van 407 Nm vanaf 4000 tpm. De acceleratie van 0 naar 100 km/h is 5,2 seconde en de topsnelheid is 250 km/h.

## Kenmerkend
De Subaru Impreza is vooral kenmerkend door zijn grote luchthapper in de motorkap en grote spoilers.
De meest kenmerkende Subaru Impreza is de WRX STI-uitvoering. Deze heeft een grotere luchthapper en een grotere spoiler en is veelal uitgevoerd in het mica-blue met goudkleurige velgen.
In productie:
Impreza ·
WRX STi ·
XV · 
Forester ·
Levorg ·
Legacy ·
Outback ·
BRZ

Niet meer geproduceerd:
360 · 
Sambar · 
R-2 · 
Rex (Mini Jumbo) ·
Vivio ·
Exiga ·
Justy/G3X Justy ·
1000 ·
Traviq ·
Baja ·
E-wagon (Libero) · 
1500 ·
Leone · 
Trezia · 
XT · 
SVX ·
Tribeca

Conceptauto's:
Viziv ·
B5-TPH ·
Hybrid Tourer ·
B11S